# مائوریس چارون
مائوریس چارون (اسپانیایی: Maurys Charón‎؛ زادهٔ ۲۵ ژانویهٔ ۱۹۶۵) وزنه‌بردار اهل کوبا بود. وی در بازی‌های المپیک تابستانی ۱۹۹۲ شرکت کرده‌است.